# Fisher (Manitoba)
Fisher es un municipio rural canadiense situado en la provincia de Manitoba.

## Superficie
Fisher tiene una superficie de 1486,17 km².

## Demografía
En 2021, tenía 1845 habitantes, una densidad poblacional de 1,2 hab./km², y 799 viviendas.